# Hilde Fenne
Hilde Fenne (Voss, 12 de mayo de 1993) es una deportista noruega que compitió en biatlón. Ganó una medalla de oro en el Campeonato Mundial de Biatlón de 2013, en la prueba por relevos, y una medalla de bronce en el Campeonato Europeo de Biatlón de 2014, también en los relevos.

## Palmarés internacional
| Campeonato Mundial | Campeonato Mundial           | Campeonato Mundial | Campeonato Mundial |
| Año                | Lugar                        | Medalla            | Prueba             |
| ------------------ | ---------------------------- | ------------------ | ------------------ |
| 2013               | Nové Město (República Checa) | Medalla de oro     | Relevo             |
| Campeonato Europeo |                              |                    |                    |
| Año                | Lugar                        | Medalla            | Prueba             |
| 2014               | Nové Město (República Checa) | Medalla de bronce  | Relevo             |